# Hyllus besanconi
Hyllus besanconi är en spindelart som först beskrevs av Berland, Millot 1941.  Hyllus besanconi ingår i släktet Hyllus och familjen hoppspindlar. Inga underarter finns listade i Catalogue of Life.